# Hatterode
Hatterode ist ein Ortsteil der Großgemeinde Breitenbach a. Herzberg im osthessischen Landkreis Hersfeld-Rotenburg.

## Geographie
Der Ort liegt zwischen den Städten Alsfeld und Bad Hersfeld, als südwestlichster Zipfel des Landkreises Hersfeld-Rotenburg an der Grenze zum Vogelsbergkreis. Die Jossa, ein Nebenfluss der Fulda, fließt durch das von Wäldern umringte Hatterode. Benachbarte Orte entlang der L3160 sind Breitenbach a.H. in nordöstlicher Richtung und Wallersdorf, Stadtteil von Grebenau, in südwestlicher Richtung. Aufgrund seiner Lage an der Kreisgrenze wird Hatterode im Busverkehr sowohl von der Regionalverkehr Kurhessen GmbH als auch von der Verkehrsgesellschaft Oberhessen mbH bedient. Die 1994 stillgelegte Bahnstrecke Niederaula–Alsfeld, auch Gründchenbahn genannt, führte ebenfalls durch den Ort.

## Geschichte

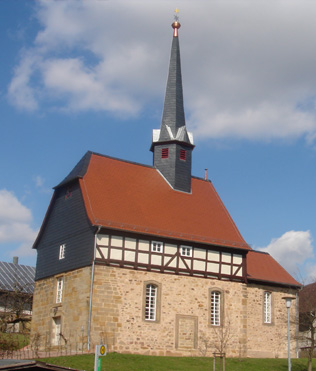
Kirche in Hatterode

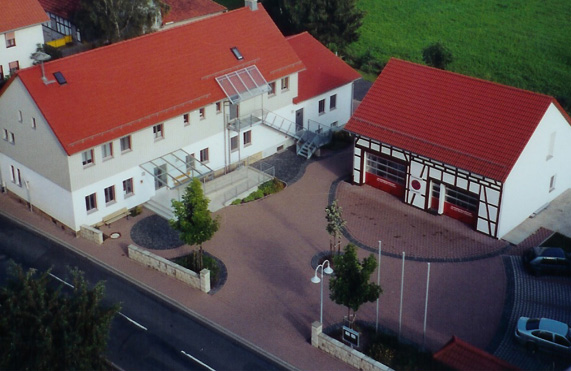
Blick vom Kirchturm auf das Bürgerzentrum

Hatterode wurde im Jahre 1315 soweit bekannt erstmals urkundlich erwähnt, wobei seine Gründung zwischen 900 und 1200 liegen dürfte. Der Ort lag an der damals bedeutenden Handelsstraße „Kurze Hessen“ und war Teil des Gerichtes Breitenbach. Aus dem Jahre 1781 ist die Einwohnerzahl 249 überliefert, davon waren 14 Knechte und 15 Mägde. Schon damals prägten die 17 Ackerleute den dörflichen Charakter, aber auch Müller, Schneider, Lineweber, ein Schmied und ein Tagelöhner bestritten ihren Lebensunterhalt in Hatterode. Um 1950 erreichte die Einwohnerzahl mit fast 500 ihren Höchststand.
Im Zuge der Gebietsreform in Hessen fusionierten mit Wirkung zum 31. Dezember 1971 die bis dahin selbständigen Gemeinden Breitenbach am Herzberg, Hatterode und Oberjossa freiwillig zur neuen Großgemeinde Breitenbach am Herzberg. Für die nach Breitenbach eingegliederten Gemeinden wurde je ein Ortsbezirk mit Ortsbeirat und Ortsvorsteher nach der Hessischen Gemeindeordnung gebildet.

## Bevölkerung
Einwohnerstruktur 2011
Nach den Erhebungen des Zensus 2011 lebten am Stichtag, dem 9. Mai 2011, in Hatterode 276 Einwohner. Darunter waren 3 (1,1 %) Ausländer.
Nach dem Lebensalter waren 27 Einwohner unter 18 Jahren, 117 zwischen 18 und 49, 63 zwischen 50 und 64 und 66 Einwohner waren älter. Die Einwohner lebten in 117 Haushalten. Davon waren 30 Singlehaushalte, 21 Paare ohne Kinder und 51 Paare mit Kindern, sowie 12 Alleinerziehende und 6 Wohngemeinschaften. In 18 Haushalten lebten ausschließlich Senioren und in 72 Haushaltungen lebten keine Senioren.
Einwohnerentwicklung
| Quelle: Historisches Ortslexikon |                                                |
| • 1585:                          | 38 Hausgesesse                                 |
| • 1639:                          | keine Angaben                                  |
| • 1681:                          | 10 Hausgesesse, ein Ausschuss, ein Junggeselle |
| • 1781:                          | 39 Wohnhäuser mit 249 Einwohnern               |

| Hatterode: Einwohnerzahlen von 1781 bis 2011 | Hatterode: Einwohnerzahlen von 1781 bis 2011 | Hatterode: Einwohnerzahlen von 1781 bis 2011 | Hatterode: Einwohnerzahlen von 1781 bis 2011 | Hatterode: Einwohnerzahlen von 1781 bis 2011 |
| --- | -------------------------------------------- | -------------------------------------------- | -------------------------------------------- | -------------------------------------------- |
| Jahr |                                              |                                              |                                              | Einwohner                                    |
| 1781 | 1781                                         |                                              | 249                                          | 249                                          |
| 1800 | 1800                                         |                                              | ?                                            | ?                                            |
| 1834 | 1834                                         |                                              | 399                                          | 399                                          |
| 1840 | 1840                                         |                                              | 407                                          | 407                                          |
| 1846 | 1846                                         |                                              | 430                                          | 430                                          |
| 1852 | 1852                                         |                                              | 387                                          | 387                                          |
| 1858 | 1858                                         |                                              | 375                                          | 375                                          |
| 1864 | 1864                                         |                                              | 382                                          | 382                                          |
| 1871 | 1871                                         |                                              | 387                                          | 387                                          |
| 1875 | 1875                                         |                                              | 354                                          | 354                                          |
| 1885 | 1885                                         |                                              | 351                                          | 351                                          |
| 1895 | 1895                                         |                                              | 344                                          | 344                                          |
| 1905 | 1905                                         |                                              | 364                                          | 364                                          |
| 1910 | 1910                                         |                                              | 344                                          | 344                                          |
| 1925 | 1925                                         |                                              | 364                                          | 364                                          |
| 1939 | 1939                                         |                                              | 354                                          | 354                                          |
| 1946 | 1946                                         |                                              | 502                                          | 502                                          |
| 1950 | 1950                                         |                                              | 491                                          | 491                                          |
| 1956 | 1956                                         |                                              | 391                                          | 391                                          |
| 1961 | 1961                                         |                                              | 376                                          | 376                                          |
| 1967 | 1967                                         |                                              | 346                                          | 346                                          |
| 1970 | 1970                                         |                                              | 343                                          | 343                                          |
| 1980 | 1980                                         |                                              | ?                                            | ?                                            |
| 1990 | 1990                                         |                                              | ?                                            | ?                                            |
| 2000 | 2000                                         |                                              | ?                                            | ?                                            |
| 2011 | 2011                                         |                                              | 276                                          | 276                                          |
| Datenquelle: Historisches Gemeindeverzeichnis für Hessen: Die Bevölkerung der Gemeinden 1834 bis 1967. Wiesbaden: Hessisches Statistisches Landesamt, 1968. Weitere Quellen: LAGIS; Zensus 2011 |                                              |                                              |                                              |                                              |

Historische Religionszugehörigkeit
| Quelle: Historisches Ortslexikon |                                                                   |
| • 1861:                          | 377 evangelisch-reformierte Einwohner                             |
| • 1885:                          | 351 evangelische (= 100 %) Einwohner                              |
| • 1961:                          | 340 evangelische (= 90,43 %), 36 katholische (= 9,57 %) Einwohner |

Historische Erwerbstätigkeit
| • 1781: | 17 Ackerleute, zugleich Leineweber, zwei Müller, ein Schmied, ein Bender, zwei Schneider, fünf Leineweber, ein Tagelöhner, eine Tagelöhnerin |
| • 1838  | Familien: 32 Ackerbau, 28 Gewerbe, 14 Tagelöhner                                                                                             |
| • 1961  | Erwerbspersonen: 132 Land- und Forstwirtschaft, 69 produzierendes Gewerbe, 13 Handel und Verkehr, 7 Dienstleistung und Sonstiges             |

## Politik
Für Hatterode besteht ein Ortsbezirk (Gebiete der ehemaligen Gemeinde Hatterode) mit Ortsbeirat und Ortsvorsteher nach der Hessischen Gemeindeordnung. Der Ortsbeirat besteht aus fünf Mitgliedern.
Bei den Kommunalwahlen in Hessen 2021 betrug die Wahlbeteiligung zum Ortsbeirat Hatterode 72,99 %. Alle Kandidaten gehörten der „Gemeinschaftsliste Hatterode“ an. Der Ortsbeirat wählte Christina Trump zur Ortsvorsteherin.

## Kultur und Sehenswürdigkeiten

### Bauwerke
Nur wenige Kilometer nordwestlich des Ortes liegt die Burg Herzberg, die größte Höhenburg Hessens.
Die evangelische Kirche in Hatterode ist die älteste Kirche in der Großgemeinde. Sie wurde erst kürzlich im Rahmen eines Dorferneuerungs-Programms renoviert und bekam unter anderem einen neuen Kirchturm.
Zudem gibt es in Hatterode zahlreiche gut erhaltene Fachwerkhäuser, die unter Denkmalschutz stehen.

### Vereine
- Burschenschaft
- Freiwillige Feuerwehr
- Freundeskreis des Geselligen Lebens
- Gymnastikgruppe
- Jagdgenossenschaft
- Wanderfreunde

### Regelmäßige Veranstaltungen
- Jerusalemfest
- Volkswandertag
- Zelt-Kirmes

## Energieversorgung
Die Einwohner von Hatterode haben in den letzten Jahren viel auf erneuerbare Energie gesetzt. Photovoltaik- und Solaranlagen prägen zunehmend das Ortsbild. Zudem wurde eine Biogasanlage in Betrieb genommen, die unter anderem einige Haushalte mit Heizenergie versorgt.